# Dinatshana
Dinatshana is een dorp in het district Southern in Botswana. De plaats telt 603 inwoners (2011).